# Kirkland & Ellis
Kirkland & Ellis è uno studio legale internazionale statunitense, con sede nel grattacielo 300 North LaSalle di Chicago e 15 uffici dislocati negli Stati Uniti, in Europa e in Asia.
Unico studio legale del gruppo Global Elite a superare la soglia dei 4 miliardi di dollari di fatturato, è ad oggi primo al mondo per entrate complessive ($ 4,15 miliardi), settimo per numero di avvocati (2 307) nonché secondo quanto agli utili per partner azionario (5,2 milioni di $).

## Storia
Nel 1909, gli avvocati Stuart G. Shepard e Robert R. McCormick formarono una società con sede a Chicago che sarebbe poi diventata Kirkland & Ellis. McCormick era il nipote di Joseph Medill, fondatore del Chicago Tribune (quotidiano presso il quale lo stesso McCormick decise poi di trasferirsi, nel 1920, per intraprendere la carriera di editore).
Fu nel 1915 che gli eponimi Weymouth Kirkland e il suo socio Howard Ellis entrarono a far parte dello studio. Kirkland aveva precedentemente prestato servizio come principale consigliere per il Chicago Tribune e altri quotidiani in vari casi relativi a libertà di parola e diffamazione. Nel 1938, Kirkland ed Ellis assunsero il giovane avvocato Hammond Chaffetz del Dipartimento di Giustizia, rimasto nello studio per sei decenni, durante i quali Kirkland & Ellis crebbe fino a diventare uno dei più grandi del paese.
Sebbene la società sia storicamente specializzata in contenzioso (avendo difeso una pluralità di clienti importanti e controversi, come British Petroleum nel caso del disastro ambientale del 2010, il miliardario e trafficante di minorenni Jeffrey Epstein, e l'azienda tedesca Volkswagen nell'ambito dello scandalo "Dieselgate"), nell'ultimo decennio ha ampliato le practice di private equity e di ristrutturazione aziendale, presto diventate anch'esse il suo core business.

## Curiosità
- Secondo uno studio del 2016 del Journal of Legal Analysis di Harvard sull'ideologia politica prevalente dei primi 20 studi legali statunitensi, Kirkland & Ellis è risultato tra i più conservatori[7].
- Tra i più celebri avvocati ad aver lavorato nello studio ci sono: il giudice della Corte Suprema Brett Kavanaugh; l'ex consigliere dell'amministrazione Obama Neil Eggleston; l'ex giudice della corte d'appello federale Robert Bork; il consigliere speciale dell'amministrazione Clinton Ken Starr; l'ex consigliere per la sicurezza nazionale della presidenza Trump John Bolton; il procuratore generale William Barr; l'ex segretario del lavoro Alexander Acosta; l'ex segretario alla salute Alex Azar.